# Team Jayco AlUla (Frauenteam)/Saison 2023
Diese Liste beschreibt die Mannschaft und die Siege des UCI Women’s WorldTeams Jayco AlUla in der Saison 2023.

## Mannschaft
| Teamkader 2023          | Teamkader 2023     | Teamkader 2023      | Teamkader 2023                       |
| Name                    | Geburtsdatum       | Land                | Vorheriges Team                      |
| ----------------------- | ------------------ | ------------------- | ------------------------------------ |
| Jessica Allen           | 17. April 1993     | Australien          | High5 Dream Team (2016)              |
| Georgia Baker           | 21. September 1994 | Australien          | TIS Racing (2018)                    |
| Teniel Campbell         | 23. September 1997 | Trinidad und Tobago | Valcar-Travel & Service (2020)       |
| Kristen Faulkner        | 18. Dezember 1992  | Vereinigte Staaten  | Tibco-Silicon Valley Bank (2021)     |
| Ingvild Gåskjenn        | 1. Juli 1998       | Norwegen            | Coop-Hitec Products (2022)           |
| Georgie Howe            | 3. März 1994       | Australien          |                                      |
| Nina Kessler            | 4. Juli 1988       | Niederlande         | Tibco-Silicon Valley Bank (2021)     |
| Alexandra Manly         | 28. Februar 1996   | Australien          |                                      |
| Amber Pate              | 21. April 1995     | Australien          |                                      |
| Letizia Paternoster     | 22. Juli 1999      | Italien             | Trek-Segafredo (2022)                |
| Alyssa Polites          | 2. Februar 2003    | Australien          |                                      |
| Ruby Roseman-Gannon     | 8. November 1998   | Australien          | ARA-Pro Racing Sunshine Coast (2021) |
| Ane Santesteban         | 12. Dezember 1990  | Spanien             | Ceratizit-WNT Pro Cycling (2020)     |
| Chelsie Tan             | 17. Januar 1990    | Singapur            |                                      |
| Urška Žigart            | 4. Dezember 1996   | Slowenien           | Alé BTC Ljubljana (2020)             |
|                         |                    |                     |                                      |
| Quelle: ProCyclingStats |                    |                     |                                      |

## Siege
| Siege    | Siege                                                    | Siege      | Siege  | Siege           | Siege |
| Datum    | Rennen                                                   | Staat      | Klasse | Siegerin        |       |
| -------- | -------------------------------------------------------- | ---------- | ------ | --------------- | ----- |
| 16. Jan. | Women's Tour Down Under, 2. Etappe                       | Australien | 2.WWT  | Alexandra Manly |       |
| 22. Jun. | Slowenische Meisterschaften, Einzelzeitfahren der Frauen | Slowenien  | CN     | Urška Žigart    |       |

## UCI-Weltranglisten-Platzierungen
| UCI-Ranking | UCI-Ranking         | UCI-Ranking         | UCI-Ranking |
| Fahrerin    | Fahrerin            | Land                | Punkte      |
| ----------- | ------------------- | ------------------- | ----------- |
| 30.         | Ruby Roseman-Gannon | Australien          | 1132.3 P.   |
| 51.         | Ane Santesteban     | Spanien             | 722.4 P.    |
| 104.        | Urška Žigart        | Slowenien           | 340.4 P.    |
| 124.        | Letizia Paternoster | Italien             | 302.7 P.    |
| 137.        | Georgia Baker       | Australien          | 285.3 P.    |
| 176.        | Alexandra Manly     | Australien          | 212 P.      |
| 241.        | Georgie Howe        | Australien          | 148.8 P.    |
| 250.        | Kristen Faulkner    | Vereinigte Staaten  | 140.4 P.    |
| 295.        | Ingvild Gåskjenn    | Norwegen            | 117 P.      |
| 415.        | Amber Pate          | Australien          | 73.8 P.     |
| 471.        | Nina Kessler        | Niederlande         | 59.4 P.     |
| 577.        | Teniel Campbell     | Trinidad und Tobago | 40.8 P.     |
| 1094.       | Jessica Allen       | Australien          | 6 P.        |
| 1221.       | Alyssa Polites      | Australien          | 3.3 P.      |